# St. Marcellus (Stettfeld)

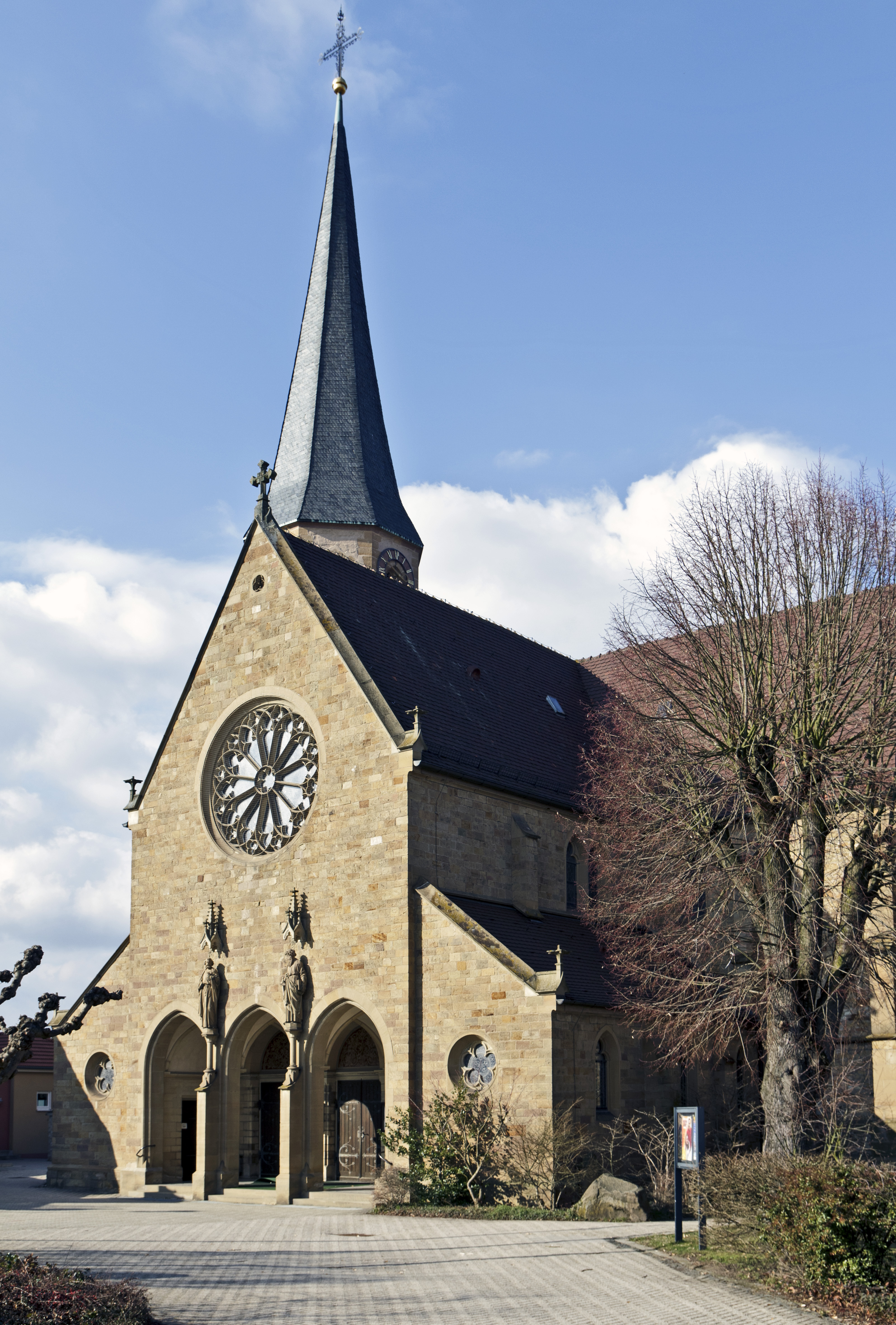
St. Marcellus in Stettfeld

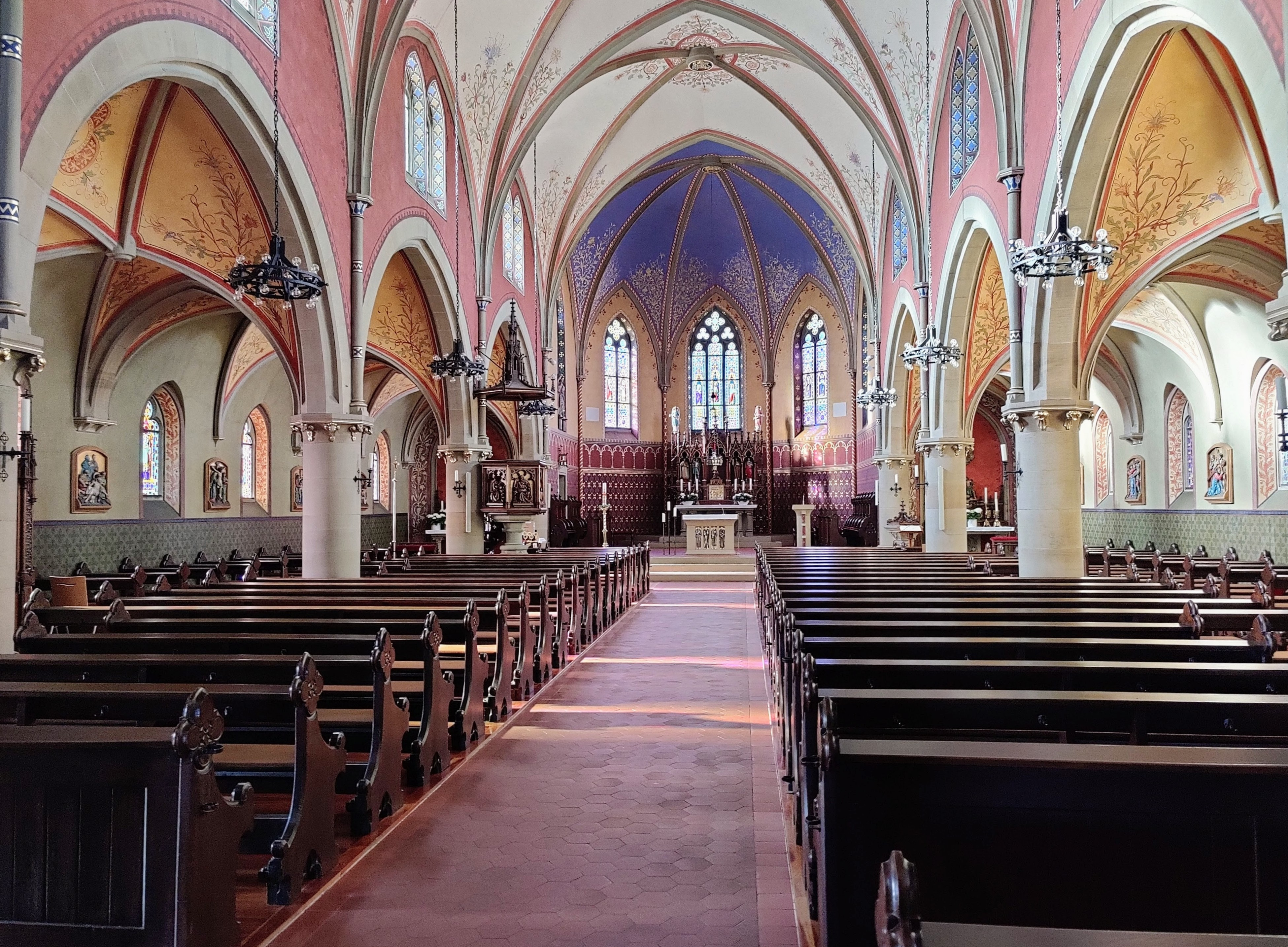
Blick ins neogotische Hauptschiff

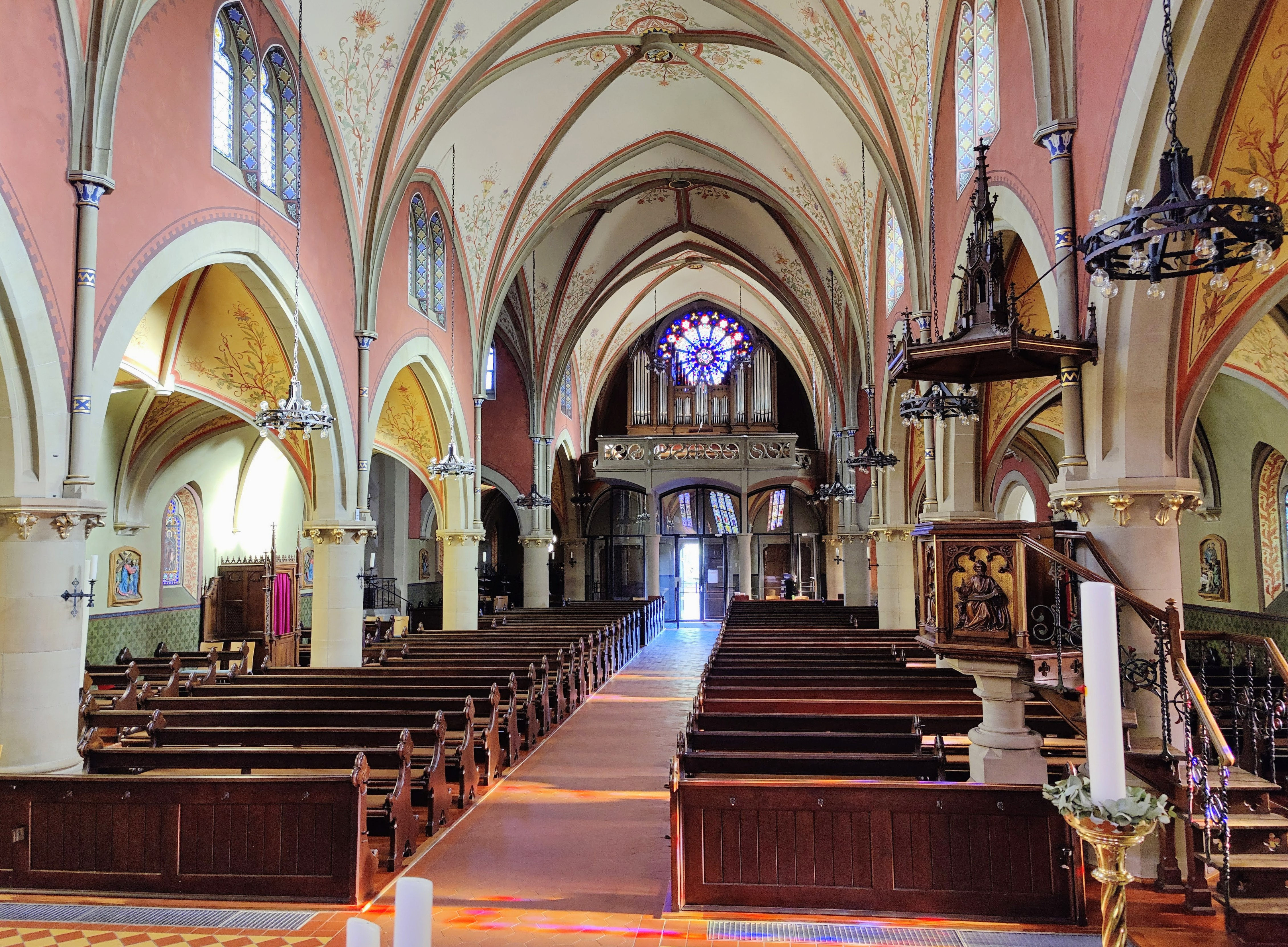
Blick zur Orgel

Die Pfarrkirche St. Marcellus in Stettfeld, einem Ortsteil von Ubstadt-Weiher im Landkreis Karlsruhe im nördlichen Baden-Württemberg, ist eine katholische Kirche, die ihre heutige neogotische Gestalt durch Umbau in den 1890er Jahren erhielt.

## Geschichte
Der Standort der Marcelluskirche wurde bereits in der Römerzeit kultisch genutzt. Im 19. Jahrhundert wurden bei Bauarbeiten ein Dreigötterstein und römische Opfergeräte auf dem Kirchengrund gefunden. Der älteste urkundliche Beleg der Marcelluskirche stammt aus dem Jahr 1356, damals gehörte die Kirche in Stettfeld zur Diözese Speyer. Der Turmsockel als ältester Bauteil der Kirche dürfte gemäß Baubefunden auch aus jener Zeit stammen. Die Kirche war bis zum Ende des 19. Jahrhunderts wesentlich kleiner als heute. Das heutige Querschiff repräsentiert den gesamten Kirchenraum, wie er sich bis zur Erweiterung der Kirche 1891–93 dargestellt hat. Die Erweiterung um das heutige Hauptschiff erfolgte durch Pfarrer Beda Hafen  sowie das Erzbischöfliche Bauamt Karlsruhe unter Johannes Schroth.
Der farbig gefasste Innenraum wurde nach dem Zweiten Weltkrieg weiß übertüncht. In der zweiten Hälfte der 1980er Jahre fanden umfassende Sanierungen an der Kirche statt. 1985/86 wurden das Mauerwerk außen neu verfugt, das Gewölbe isoliert und das Dach neu gedeckt. 1988 und 1990 schlossen sich Sanierungen im Inneren an, bei denen u. a. die Orgelempore vergrößert, eine Warmluftheizung eingebaut, ein neuer Zelebrationsaltar und Ambo aufgestellt und die ursprüngliche Farbfassung der Ausmalung wiederhergestellt wurden. Die gesamten Renovierungsmaßnahmen verursachten Kosten in Höhe von rund 1,2 Mio. DM, von denen die Gemeinde rund ein Viertel an Eigenkapital beigesteuert hat.

## Orgel
Die Orgel wurde 1892/93 von H. Voit & Söhne aus Durlach erbaut und im Mai 1895 eingeweiht. Sie kostete laut Orgelbauvertrag von 1891 8000 Mark (das entspricht 2024 einem Kaufkraftäquivalent von mehr als 62000 Euro) und verfügt über 19 Register auf zwei Manualen und Pedal. Im November 1917 mussten 33 Prospektpfeifen aus etwa 100 kg Zinn zu Rüstungszwecken abgeliefert werden. 1930 erfolgten eine Überholung durch Maximilian Bader (Hardheim) und der Einbau eines elektrischen Gebläses. Eine letzte Überholung und leichte Umdisponierung gab es 1972 durch Rudolf Kubak (Augsburg).
Bei den Windladen handelt es sich um Kegelladen, Spiel- und Registertraktur sind rein mechanisch. Als Spielhilfen existieren Normalkoppeln, feste Kombinationen Piano und Forte sowie Tutti.

### Disposition
| I. Manual                                                                                      | II. Manual                                                             | Pedal                                                 |
| Bourdon 16′ Prinzipal 8′ Flöte 8′ Gedeckt 8′ Gamba 8′ Oktave 4′ Hohlflöte 4′ Piccolo 2′ Mixtur | Prinzipal 8′ Gedeckt 8′ Salicional 8′ Aeoline 8′ Fugara 4′ Sesquialter | Subbass 16′ Violonbass 16′ Oktavbass 8′ Choralbass 4′ |

## Bilder

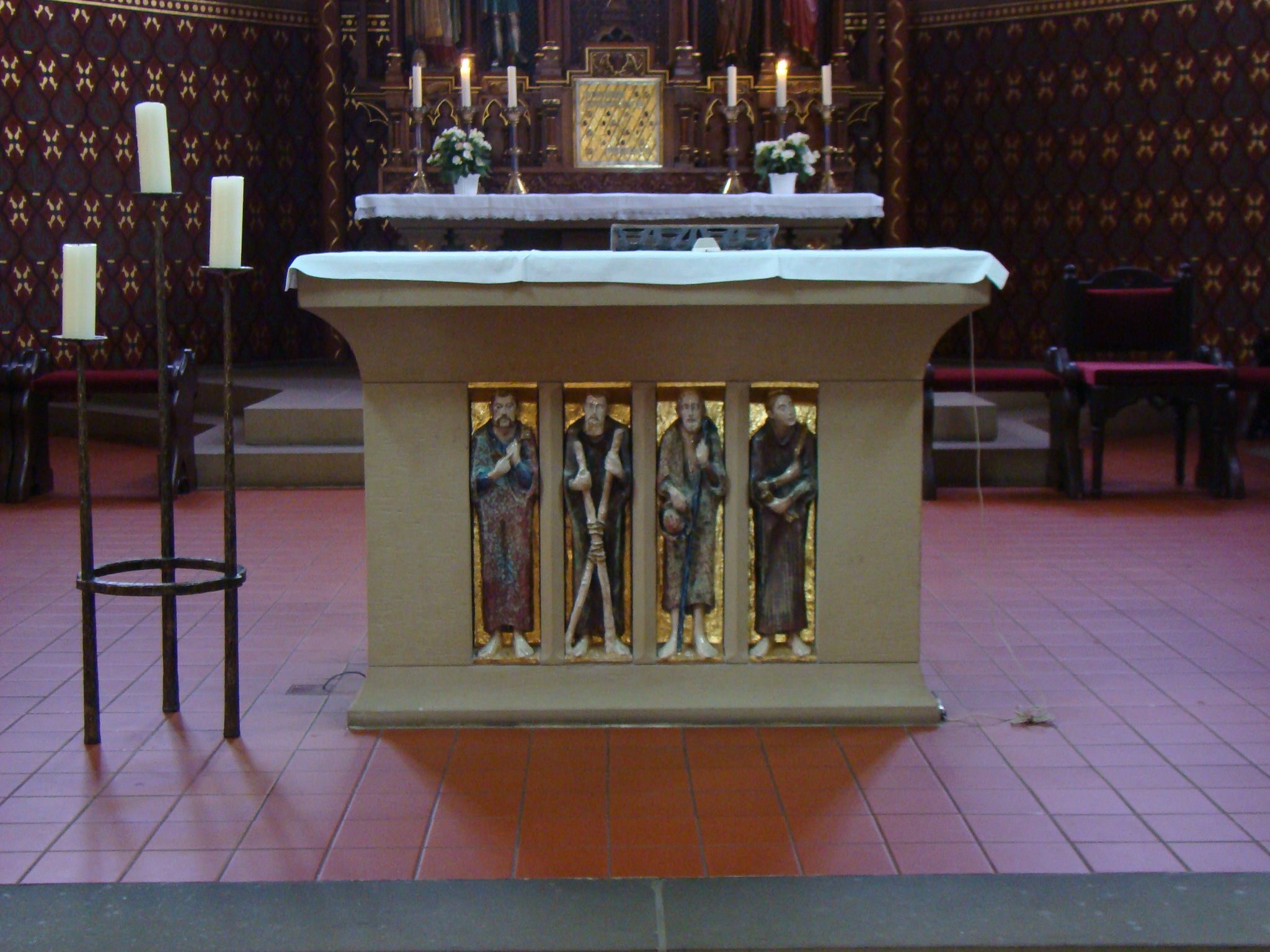
Zelebrationsaltar im Chor des Hauptschiffs
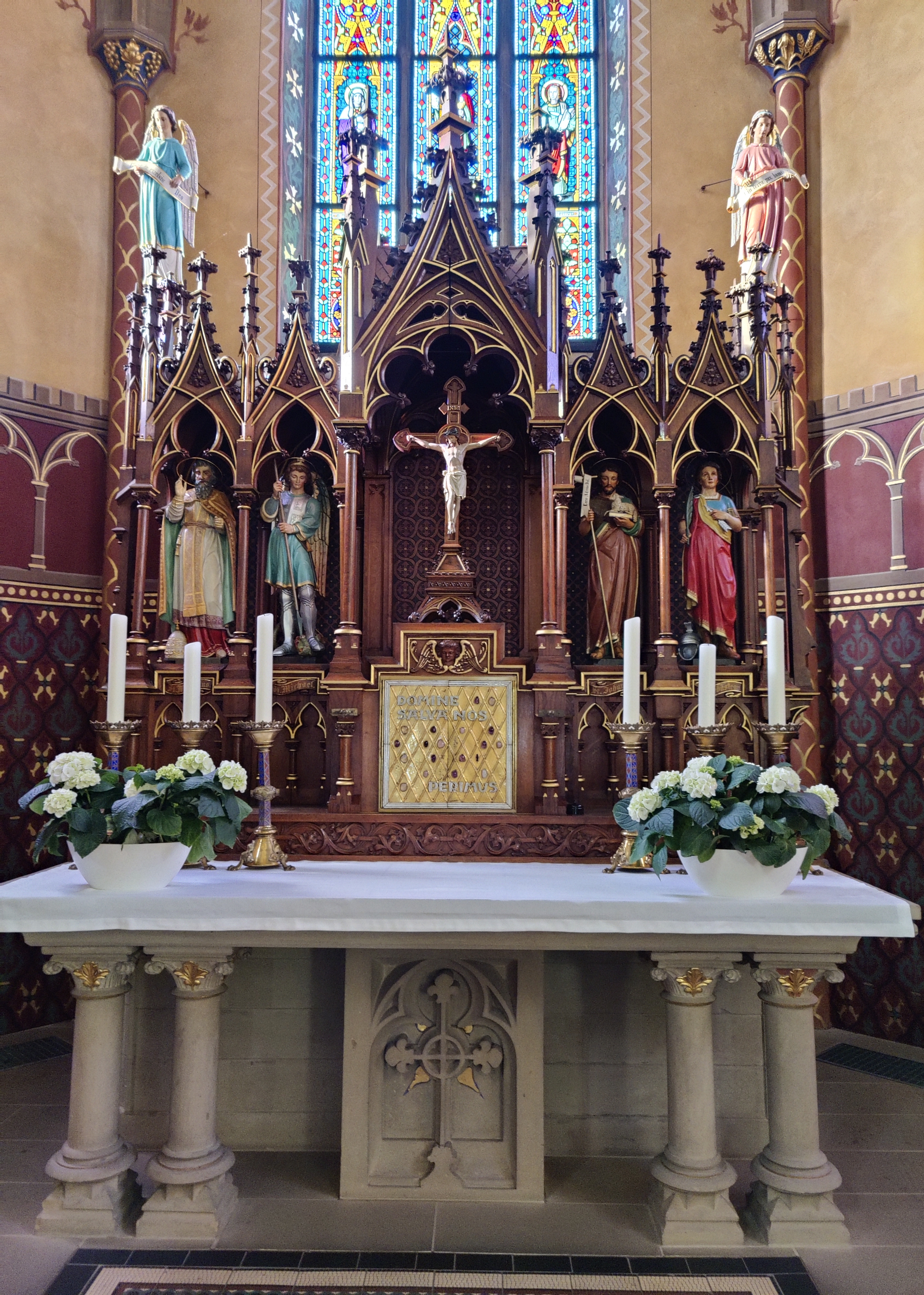
Altar im Querschiff
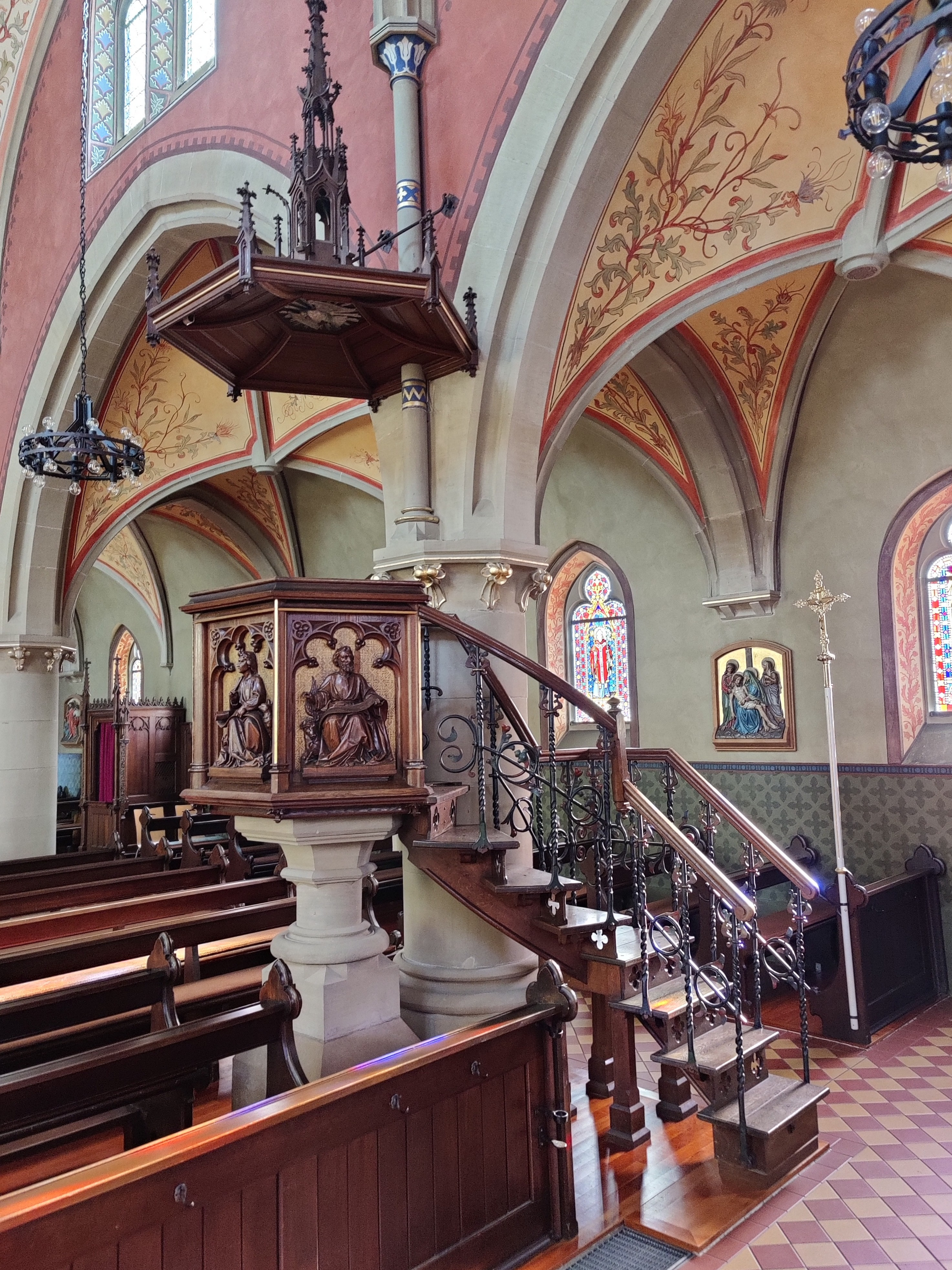
Kanzel
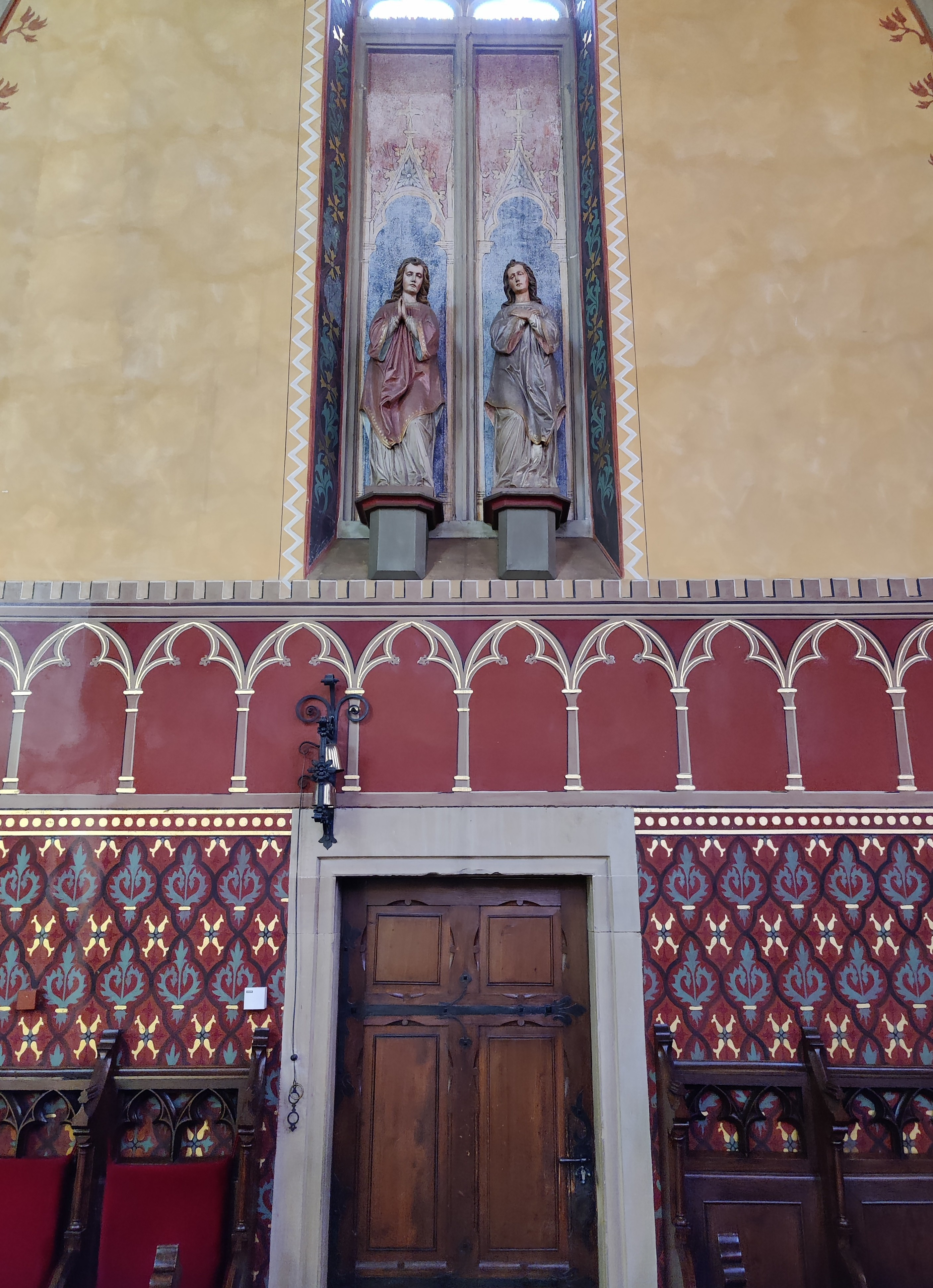
Detail
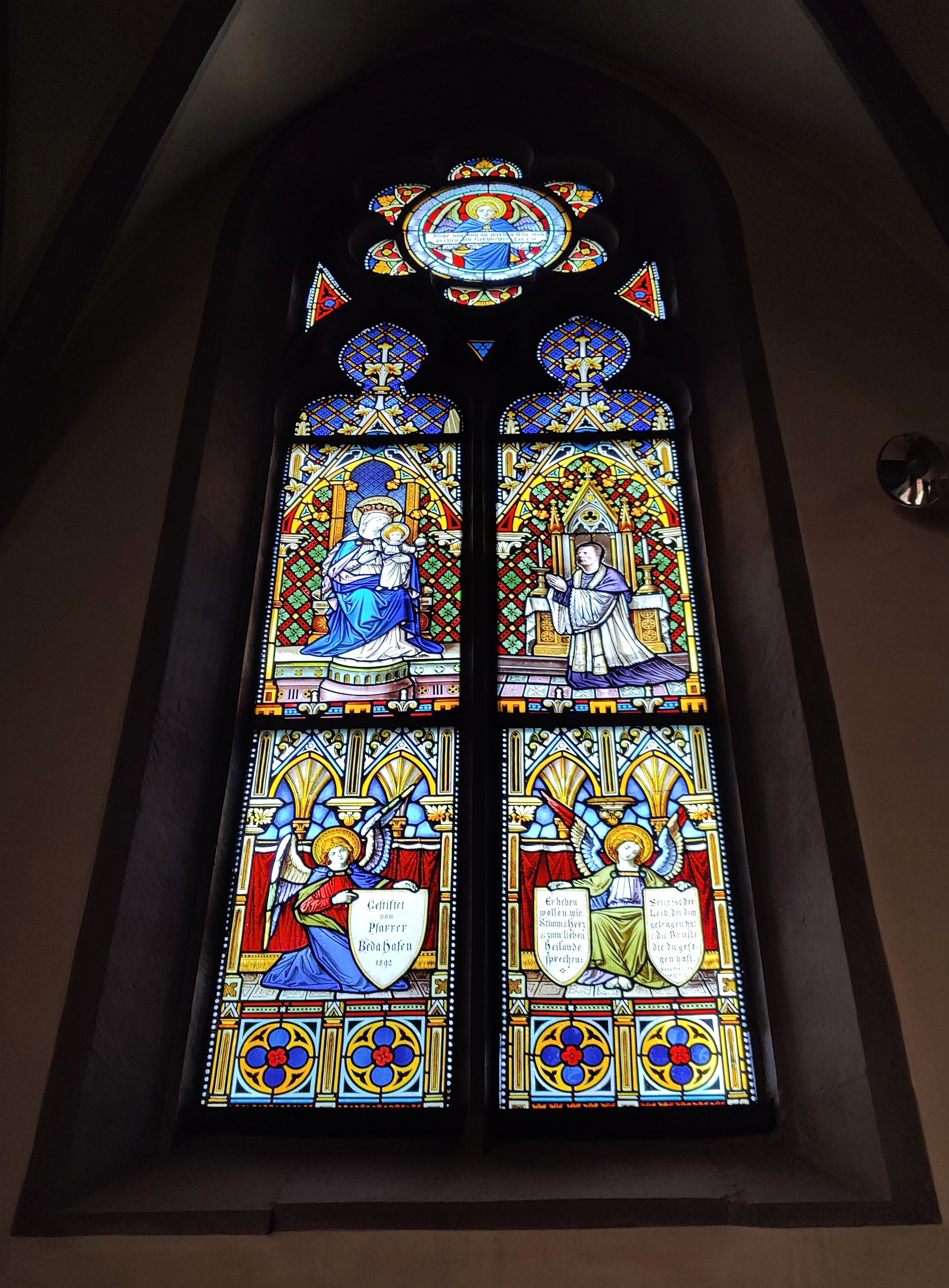
Fenster
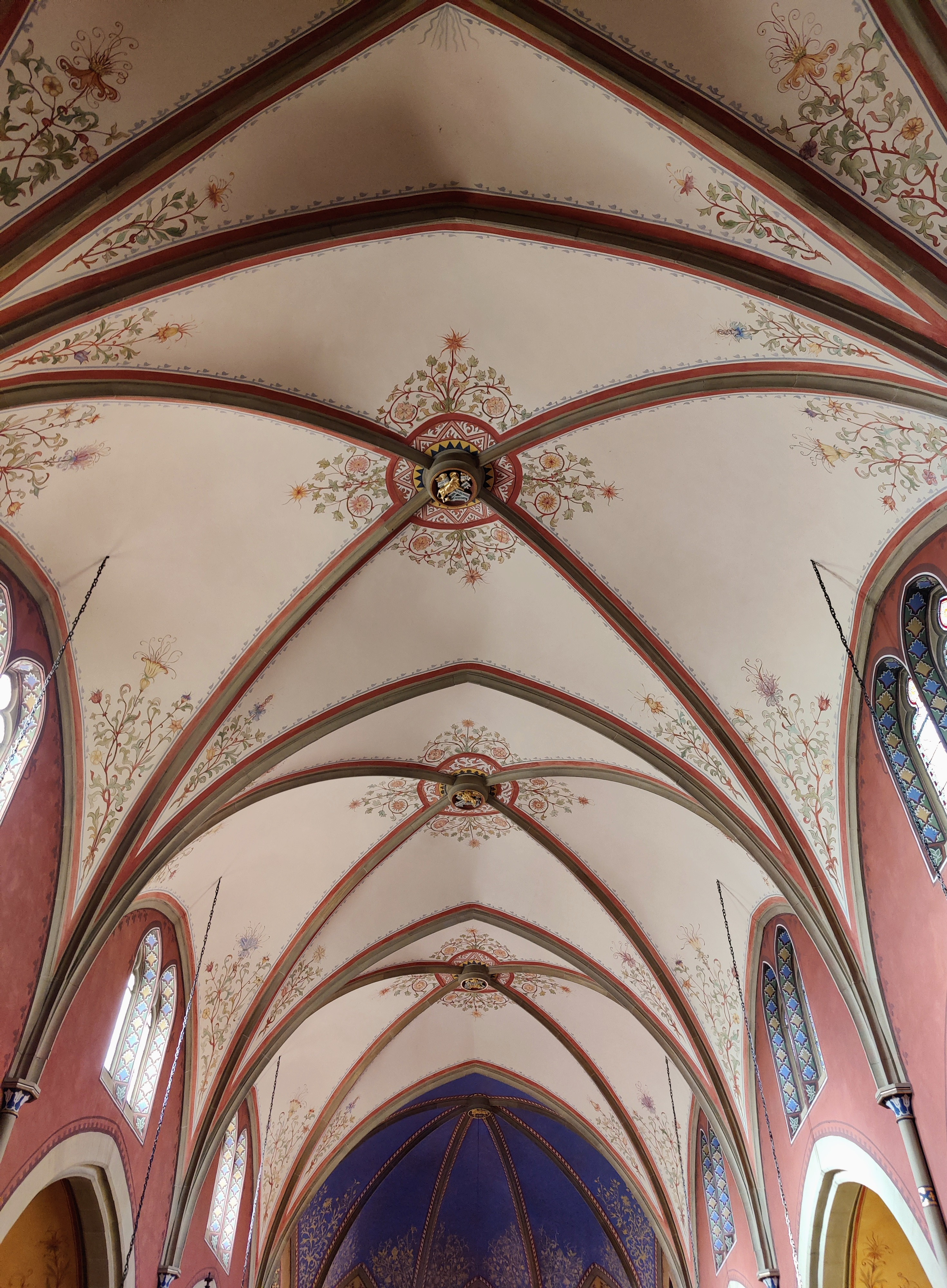
Deckengewölbe

## Liste der Pfarrer in Stettfeld
Durch das Necrologium Friburgense lässt sich relativ lückenlos die Liste der Pfarrer der Pfarrgemeinde St. Marcellus in Stettfeld seit Errichtung der Erzdiözese Freiburg nachvollziehen:
- 1810–1828 Peter Anton Eckstein (1770 – 2. Juli 1828)
- 1829–1842 Raimund Adam Müller (10. April 1767 – 16. Oktober 1842)
- 1842–1843 Karl Georg Reiß (25. März (Mai?) 1807 – 23. April 1847)
- 1844–1845 Joseph Wild (2. Juli 1783 – 11. August 1864)
- 1845–1847 Franz Anton Schweickart (28. Februar 1805 – 28. April 1862)
- 1845–1858 Franz Joseph Eckert (26. Januar 1790 – 21. November 1858)
- 1858–1860 Friedrich Lammert (30. Mai 1829 – 3. Juli 1897)
- 1860–1862  Karl Leopold Baumann (2. September 1830 – 8. September 1872)
- 1862–1881 Karl Anton Stratthaus (27. Juli 1805 – 5. Februar 1887)
- 1881–1885 Anton Geier (24. Oktober 1848 – 9. Dezember 1909)
- 1886 Johannes Nikolaus Epp (9. August 1844 – 18. März 1903)
- 1886–1889 August Panther (31. Oktober 1839 – 30. November 1919)
- 1889–1895 Beda Hafen (27. Mai 1833 – 17. Januar 1895)
- 1895–1897 Ernst August Seubert (14. Juli 1868 – 16. Januar 1933)
- 1898–1902 Valentin Steinhart (2. Januar 1834 – 16. Oktober 1902)
- 1903–1905 Alois Karl Dörr (19. Februar 1843 – 26. Januar 1905)
- 1905 Albert Ketterer (4. Januar 1877 – 26. Mai 1958)
- 1905–1909 Georg Peter Schäfer (14. Januar 1850 – 23. Dezember 1909)
- 1910–1911 Emil Valentin Müller (27. November 1878 – 25. August 1959)
- 1911–1920 Anton Birk (25. Juni 1860 – 5. Mai 1920)
- 1920–1925 Joseph Anton Schmitt (14. März 1868 – 1. August 1925)
- 1925–1926 Dr. Gustav Banholzer (17. Februar 1882 – 4. August 1969)
- 1926–1939 Alois Sebastian Beuchert (18. Januar 1868 – 17. Februar 1940)
- 1939–1943 Dr. Anton Nohe (20. November 1904 – 27. Juli 1963)
- 1943–1964 Peter Weibel (29. November 1895 – 14. März 1968)
- 1965–1971 Hubert Debatin (6. Februar 1914 – 14. August 1992)
- 1971–1980 Hubert Meisel (4. März 1912 – 25. August 1991)
- 1980–1992 Reinhold Klein (5. September 1933 – 17. August 2001), Pastoration von St. Nikolaus Weiher aus
- 1992–2017 Remigius Bopp (* 7. Juli 1951), Pastoration innerhalb der Seelsorgeeinheit Ubstadt (mit Stettfeld und Zeutern)
- 2017–2024 Christian Erath (* 3. Februar 1981), Pastoration innerhalb der römisch-katholischen Kirchengemeinde Forst-Ubstadt-Weiher
- 1. August 2024–11. September 2024 Dekan Lukas Glocker (* 29. November 1967), Vakanzvertretung durch Vikar Matthias Friemel
- 12. September 2024–30. September 2025 Julian Donner (* 1987)
- 1. Oktober 2025 Dr. Johannes Mette, Pastoration innerhalb der römisch-katholischen Kirchengemeinde Hl. Teresia Benedicta vom Kreuz (Edith Stein) Bruchsal